# Claoxylon gillisonii
Claoxylon gillisonii är en törelväxtart som beskrevs av Airy Shaw. Claoxylon gillisonii ingår i släktet Claoxylon och familjen törelväxter.
Artens utbredningsområde är Vanuatu. Inga underarter finns listade i Catalogue of Life.